# Laguna de Duero
Laguna de Duero es un municipio y ciudad de España, en la provincia de Valladolid, comunidad autónoma de Castilla y León. El municipio tiene una superficie de 29,23 km² y la localidad ha llegado a ser la segunda más poblada de la provincia tras la capital.
Actualmente es una localidad predominantemente industrial, situada a siete kilómetros de distancia de la capital. Tiene varios núcleos de población entre los que destacan Torrelago y El Villar. Cuenta con tres polígonos industriales entre los que destacan el polígono industrial Las Lobas y el polígono industrial Los Barreros.
Laguna de Duero posee una situación privilegiada, ya que está rodeada de bosques de pinos y es bañada por el río Duero. En otros tiempos dicho emplazamiento propició la abundancia de fuentes y manantiales; sin embargo estos se encuentran actualmente en desuso o desaparecidos. La más representativa de ellos es la Fuente de San Pedro Regalado en El Abrojo.

## Toponimia

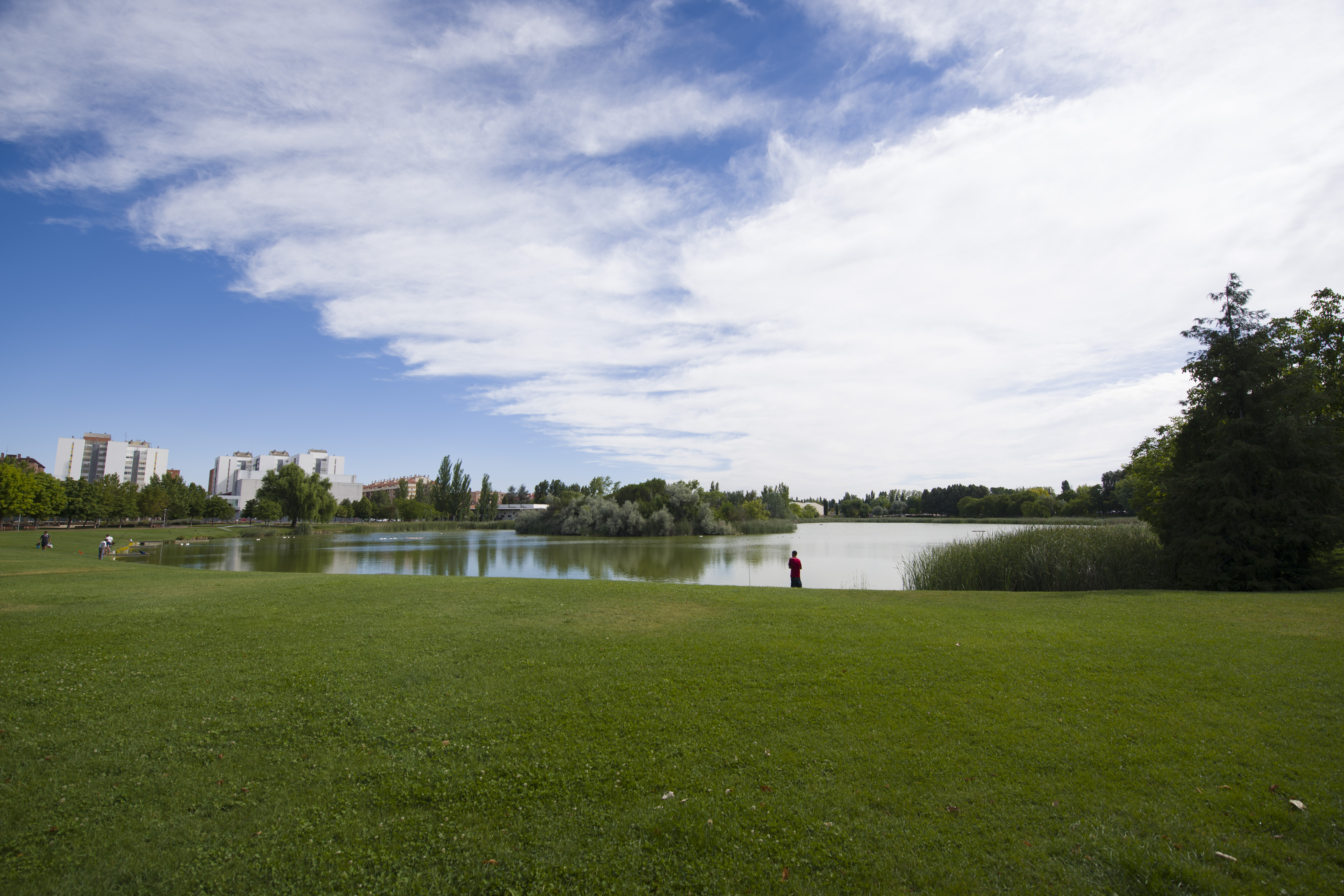
La laguna de Duero en la actualidad, al fondo los edificios contiguos del barrio de Torrelago

El nombre del pueblo proviene de la enorme laguna de agua salada, antes existente en el pueblo, de la cual hoy sólo queda una pequeña porción en un entorno recientemente remodelado.

## Geografía
Situado a tan solo 8 kilómetros del centro de Valladolid, se extiende en el territorio que separa la capital vallisoletana del río Duero que discurre hacia el oeste. El terreno es llano, estando el municipio a 704 metros sobre el nivel del mar. También forma parte del límite de la Tierra de Pinares, comarca a la que aún pertenece.
| Noroeste: Valladolid | Norte: Valladolid | Noreste: La Cistérniga             |
| Oeste: Valladolid    |                   | Este: La Cistérniga                |
| Suroeste: Valladolid | Sur: Boecillo     | Sureste: Tudela de Duero (exclave) |

### Clima
Laguna de Duero tiene un clima mediterráneo continentalizado o de interior. Este tipo de clima incluye algunas modificaciones respecto al mediterráneo marítimo convencional debido a la nula influencia marítima. Así, sin la influencia termorreguladora del mar, y además con el aislamiento que proporcionan las tres cordilleras montañosas que rodean a la Comunidad, los contrastes térmicos son más acusados de lo que cabría esperar por la latitud y altitud a la que se encuentra el municipio.
| Parámetros climáticos promedio de Laguna de Duero, ermita del Villar (710 m s. n. m.) (Periodo de referencia: 1981-2010, Atlas agroclimático Castilla y León) | Parámetros climáticos promedio de Laguna de Duero, ermita del Villar (710 m s. n. m.) (Periodo de referencia: 1981-2010, Atlas agroclimático Castilla y León) | Parámetros climáticos promedio de Laguna de Duero, ermita del Villar (710 m s. n. m.) (Periodo de referencia: 1981-2010, Atlas agroclimático Castilla y León) | Parámetros climáticos promedio de Laguna de Duero, ermita del Villar (710 m s. n. m.) (Periodo de referencia: 1981-2010, Atlas agroclimático Castilla y León) | Parámetros climáticos promedio de Laguna de Duero, ermita del Villar (710 m s. n. m.) (Periodo de referencia: 1981-2010, Atlas agroclimático Castilla y León) | Parámetros climáticos promedio de Laguna de Duero, ermita del Villar (710 m s. n. m.) (Periodo de referencia: 1981-2010, Atlas agroclimático Castilla y León) | Parámetros climáticos promedio de Laguna de Duero, ermita del Villar (710 m s. n. m.) (Periodo de referencia: 1981-2010, Atlas agroclimático Castilla y León) | Parámetros climáticos promedio de Laguna de Duero, ermita del Villar (710 m s. n. m.) (Periodo de referencia: 1981-2010, Atlas agroclimático Castilla y León) | Parámetros climáticos promedio de Laguna de Duero, ermita del Villar (710 m s. n. m.) (Periodo de referencia: 1981-2010, Atlas agroclimático Castilla y León) | Parámetros climáticos promedio de Laguna de Duero, ermita del Villar (710 m s. n. m.) (Periodo de referencia: 1981-2010, Atlas agroclimático Castilla y León) | Parámetros climáticos promedio de Laguna de Duero, ermita del Villar (710 m s. n. m.) (Periodo de referencia: 1981-2010, Atlas agroclimático Castilla y León) | Parámetros climáticos promedio de Laguna de Duero, ermita del Villar (710 m s. n. m.) (Periodo de referencia: 1981-2010, Atlas agroclimático Castilla y León) | Parámetros climáticos promedio de Laguna de Duero, ermita del Villar (710 m s. n. m.) (Periodo de referencia: 1981-2010, Atlas agroclimático Castilla y León) | Parámetros climáticos promedio de Laguna de Duero, ermita del Villar (710 m s. n. m.) (Periodo de referencia: 1981-2010, Atlas agroclimático Castilla y León) |
| Mes | Ene. | Feb. | Mar. | Abr. | May. | Jun. | Jul. | Ago. | Sep. | Oct. | Nov. | Dic. | Anual |
| --- | --- | --- | --- | --- | --- | --- | --- | --- | --- | --- | --- | --- | --- |
| Temp. máx. media (°C) | 8.2 | 11.1 | 15.1 | 16.6 | 21.1 | 26.8 | 30.7 | 30.1 | 25.7 | 19.0 | 12.3 | 8.6 | 18.8 |
| Temp. media (°C) | 4.0 | 5.6 | 8.6 | 10.3 | 14.2 | 19.0 | 21.9 | 21.6 | 18.0 | 12.9 | 7.6 | 4.7 | 12.4 |
| Temp. mín. media (°C) | -0.2 | 0.1 | 2.1 | 4.0 | 7.3 | 11.2 | 13.1 | 13.1 | 10.3 | 6.8 | 2.9 | 0.8 | 6.0 |
| Precipitación total (mm) | 33 | 24 | 19 | 40 | 48 | 27 | 11 | 15 | 27 | 49 | 46 | 44 | 393 |
| Fuente: Atlas agroclimático Castilla y León | | | | | | | | | | | | | |

### Naturaleza
El canal del Duero

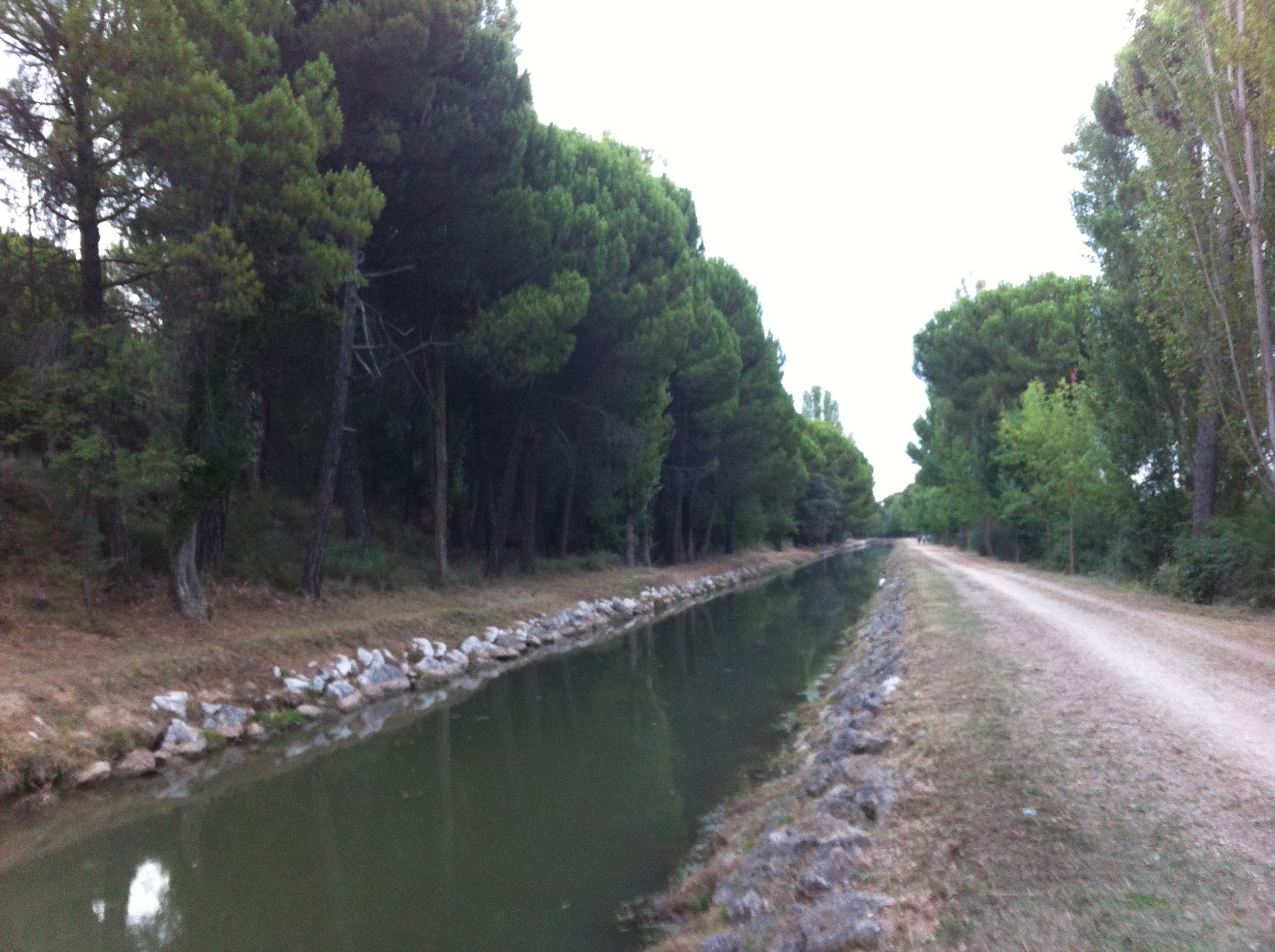
Canal del Duero en Laguna

El canal del Duero fue construido para el abastecimiento de agua a Valladolid durante el siglo XIX. Fue construido por José María de Salamanca y Mayol en 1879. Actualmente es un entorno natural de gran belleza, en el que llama la atención la gran cantidad de aves que sobrevuelan el recorrido del canal.
La foto panorámica corresponde al estado actual de la laguna existente en la zona, que es solo una mínima parte de las salinas que existieron hasta 1972 y que dieron nombre a la localidad.

## Demografía

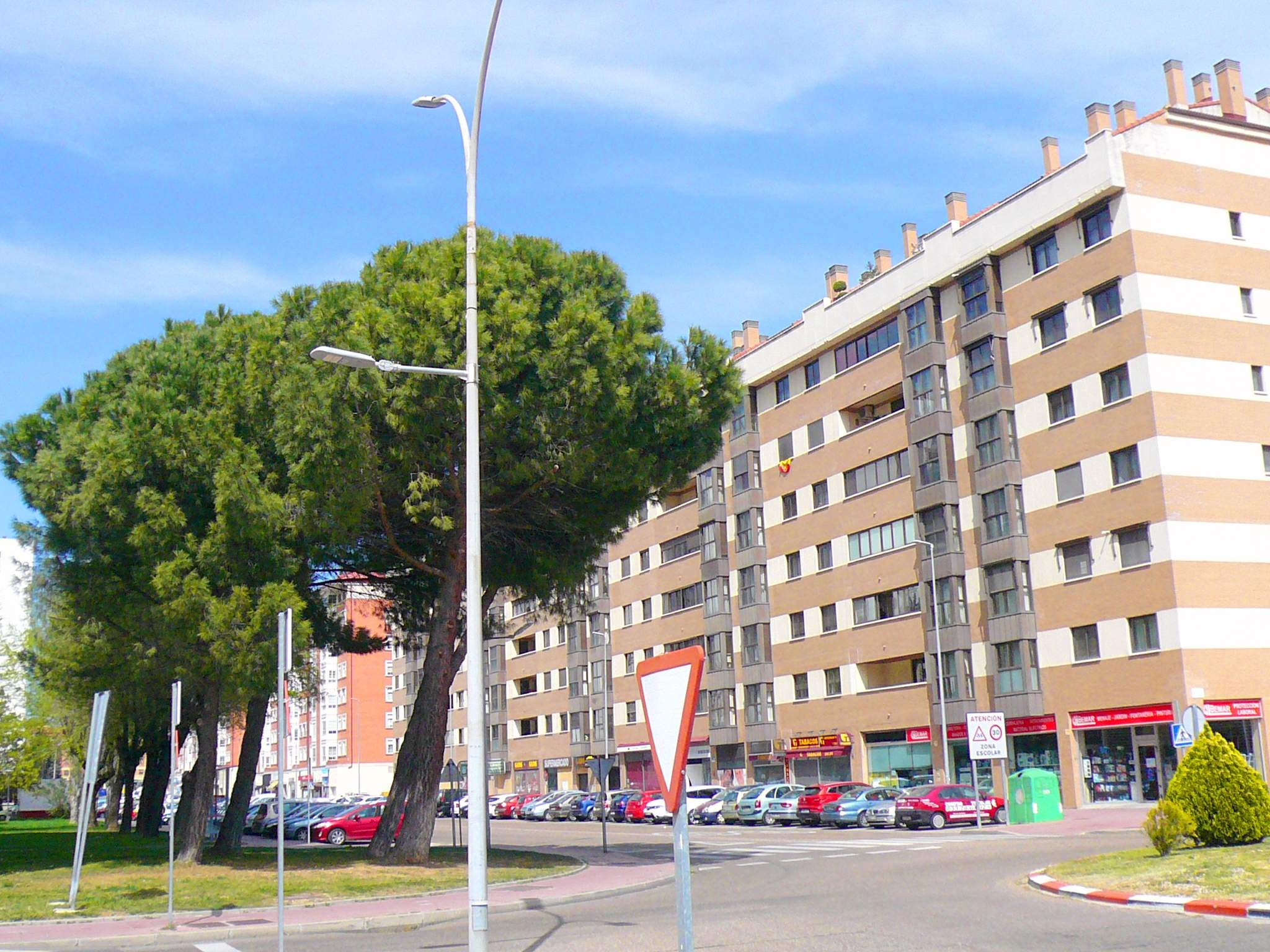
Avenida de la Libertad

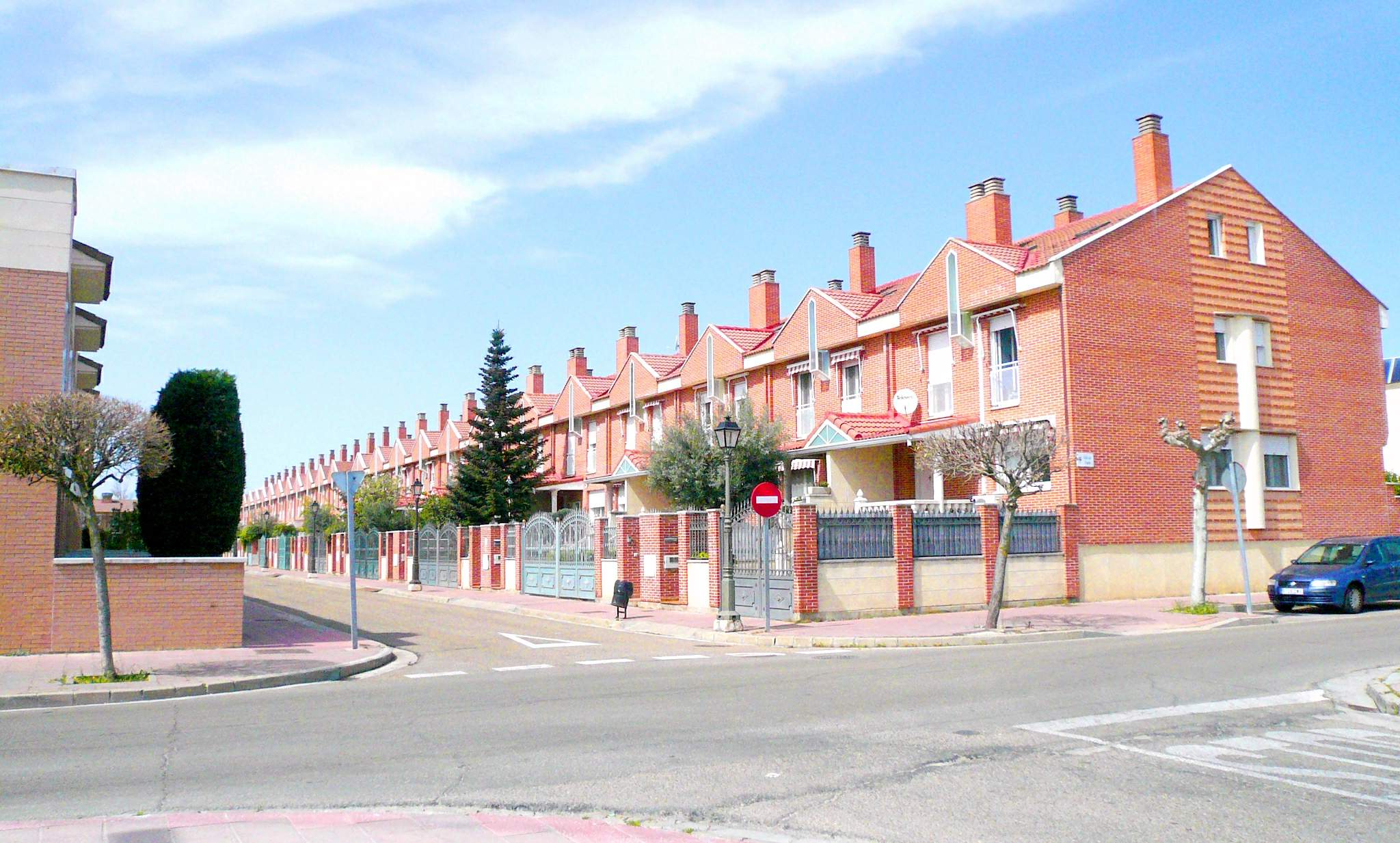
Avenida del Moral

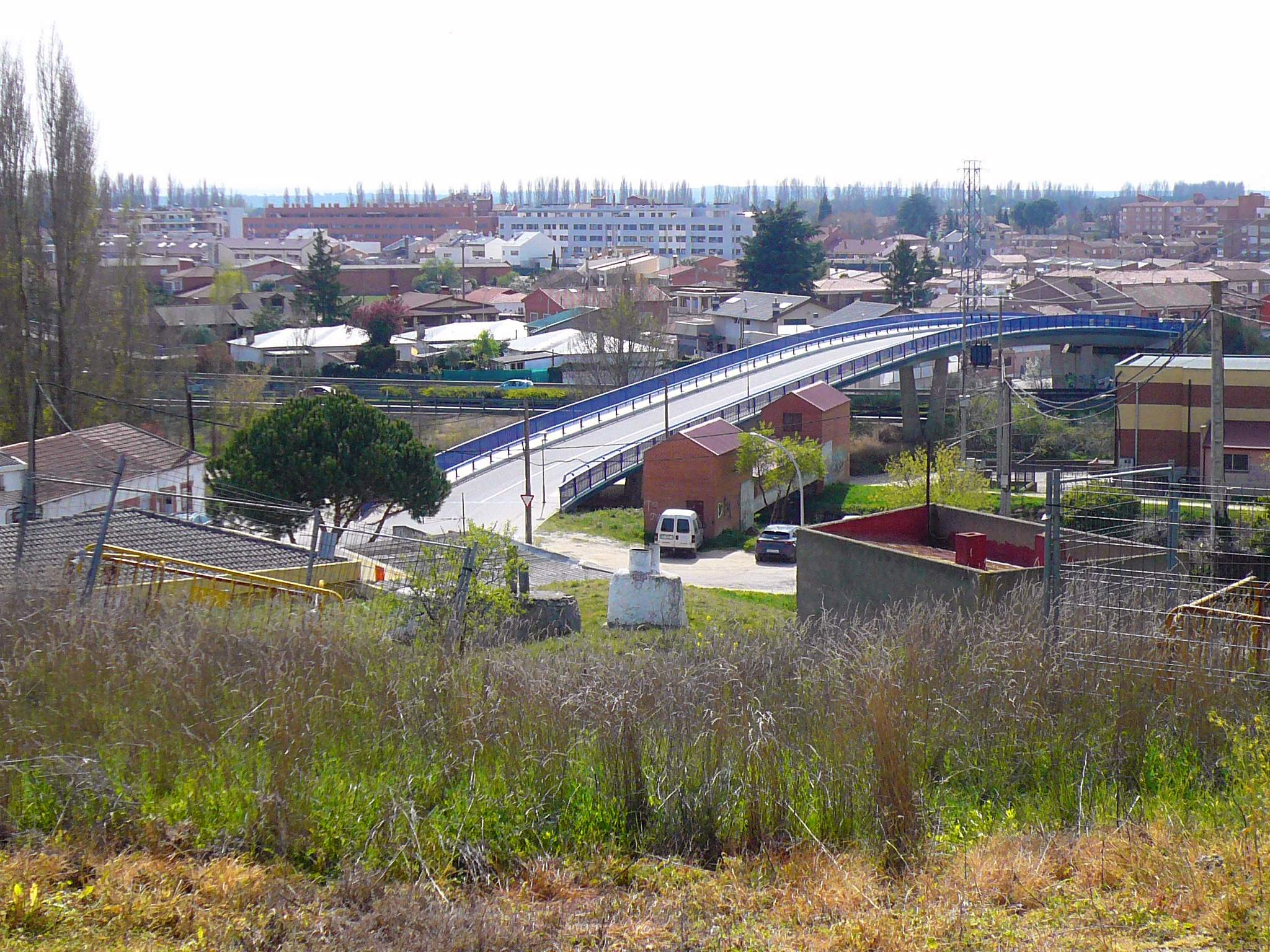
Panorámica de la ciudad desde la ermita del Villar

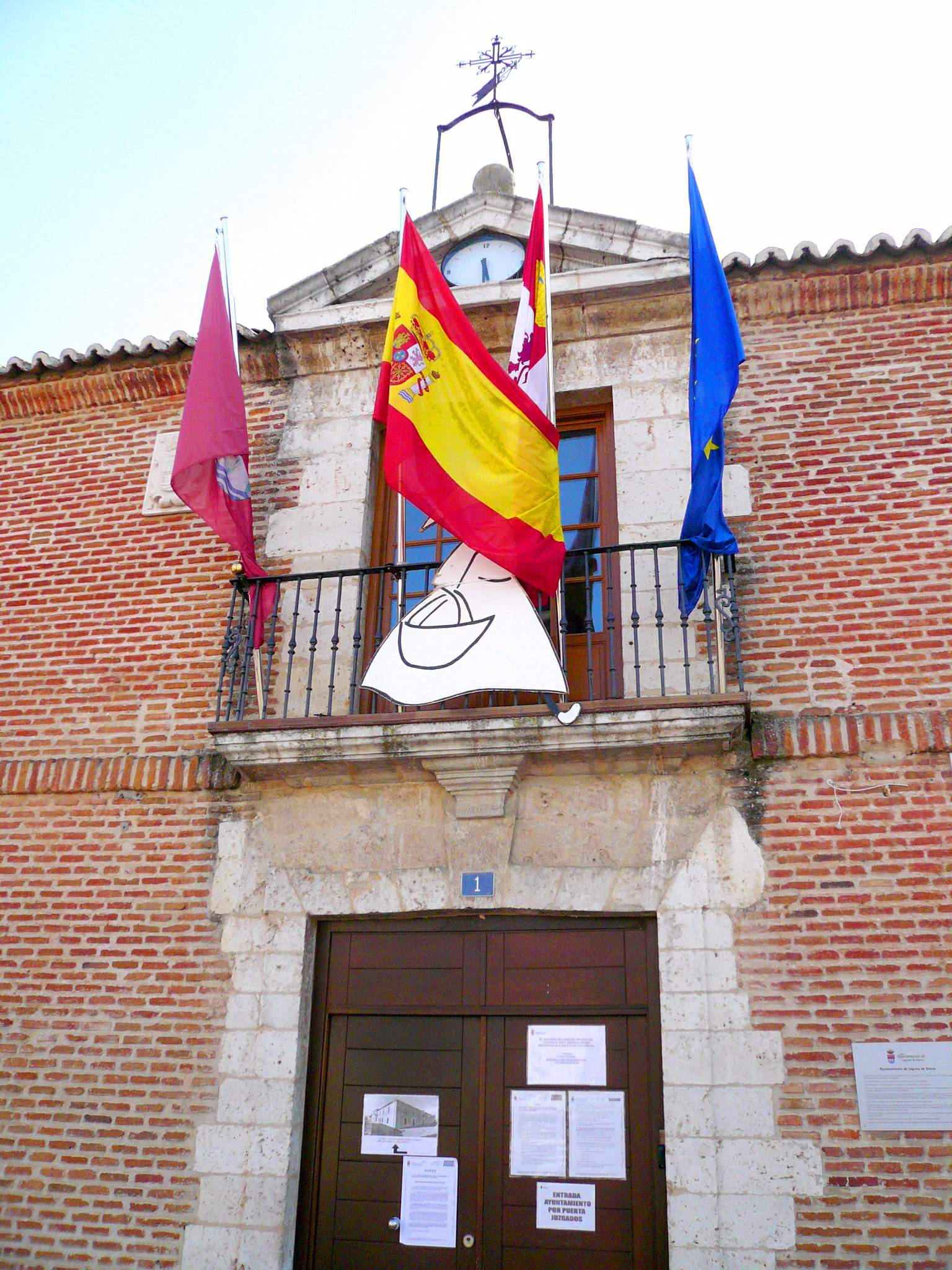
Ayuntamiento de Laguna de Duero

Laguna de Duero cuenta con una población de 22 907 habitantes (INE 2024).
| Gráfica de evolución demográfica de Laguna de Duero entre 1842 y 2021                                                                                       |
| |
| Población de derecho según los censos de población del INE Población de hecho según los censos de población del INEEn este censo se denominaba Laguna: 1842 |

| País     | Población |
| -------- | --------- |
| Bulgaria | 200       |
| Rumania  | 129       |
| Brasil   | 122       |
| Portugal | 72        |
| Francia  | 62        |
| Colombia | 52        |

Laguna de Duero ha experimentado un notable crecimiento demográfico en los últimos años. La inmigración ha dado cuenta del 4,0 % de la población del municipio, porcentaje inferior a la media de la provincia, la cual se sitúa en torno al 5,6 %).

## Administración y política

### Gobierno municipal
| Periodo   | Nombre                    | Partido | Partido                                    |
| --------- | ------------------------- | ------- | ------------------------------------------ |
| 1979-1983 | Francisco Delgado Marqués |         | Partido Socialista Obrero Español (PSOE)   |
| 1983-1987 | Pilar Ferrero Torres      |         | Partido Socialista Obrero Español (PSOE)   |
| 1987-1991 | Jesús Viejo Castro        |         | Partido Socialista Obrero Español (PSOE)   |
| 1991-1999 | Jesús Viejo Castro        |         | Candidatura Independiente por Laguna (CIL) |
| 1999-2011 | Jesús Viejo Castro        |         | Independientes por Laguna (IL)             |
| 2011-2015 | Luis Mariano Minguela     |         | Partido Popular (PP)                       |
| 2015-2023 | Román Rodríguez de Castro |         | Independientes por Laguna (IL)             |
| 2023-act. | Avelino Álvarez Pérez     |         | Partido Popular (PP)                       |

Como en legislaturas anteriores, ante la falta de mayoría absoluta en el Ayuntamiento, se invistió como alcalde a Román Rodríguez, el candidato de Independientes por Laguna, gracias al apoyo del PP y Ciudadanos.
| Partido político                         | 2023  | 2023  | 2023       | 2019  | 2019  | 2019       | 2015  | 2015  | 2015       | 2011  | 2011  | 2011       | 2007  | 2007  | 2007       |
| Partido político                         | %     | Votos | Concejales | %     | Votos | Concejales | %     | Votos | Concejales | %     | Votos | Concejales | %     | Votos | Concejales |
| Partido Popular (PP)                     | 27,04 | 3047  | 6          | 17,96 | 2148  | 4          | 22,20 | 2540  | 5          | 33,97 | 3759  | 8          | 27,36 | 2989  | 6          |
| Partido Socialista Obrero Español (PSOE) | 25,08 | 2827  | 6          | 21,44 | 2564  | 5          | 19,72 | 2256  | 5          | 32,02 | 3543  | 8          | 36,01 | 3934  | 9          |
| Independientes por Laguna (IL)           | 14,44 | 1628  | 3          | 31,99 | 3825  | 7          | 20,79 | 2378  | 5          | 13,70 | 1516  | 3          | 22,45 | 2453  | 5          |
| Izquierda Unida (IU)                     | 10,72 | 1209  | 2          | 5,96  | 713   | 1          | 9,76  | 1117  | 2          | 7,81  | 864   | 1          | 6,55  | 716   | 1          |
| Vox                                      | 10,05 | 1133  | 2          | 5,36  | 641   | 1          | 1,04  | 119   | 0          | –     | –     | –          | –     | –     | –          |
| Por Laguna de Duero (XLD)                | 10,01 | 1128  | 2          | –     | –     | –          | –     | –     | –          | –     | –     | –          | –     | –     | –          |
| Ciudadanos (CS)                          | 1,54  | 174   | 0          | 9,60  | 1148  | 2          | 7,44  | 851   | 1          | –     | –     | –          | –     | –     | –          |
| Podemos-Laguna Sí Se Puede               | –     | –     | –          | 5,93  | 710   | 1          | 11,28 | 1290  | 3          | –     | –     | –          | –     | –     | –          |
| Unión Progreso y Democracia (UPyD)       | –     | –     | –          | –     | –     | –          | 2,55  | 292   | 0          | 7,00  | 774   | 1          | –     | –     | –          |

#### Evolución de la deuda viva municipal
El concepto de deuda viva contempla solo las deudas con cajas y bancos relativas a créditos financieros, valores de renta fija y préstamos o créditos transferidos a terceros, excluyéndose, por tanto, la deuda comercial. La deuda viva municipal por habitante en 2014 ascendía a 158,82 €.
| Gráfica de evolución de la deuda viva del Ayuntamiento entre 2008 y 2023                                  |
| |
| Deuda viva del Ayuntamiento de Laguna de Duero, en miles de euros, según datos del Ministerio de Hacienda |

## Patrimonio

### Iglesia de Nuestra Señora de la Asunción

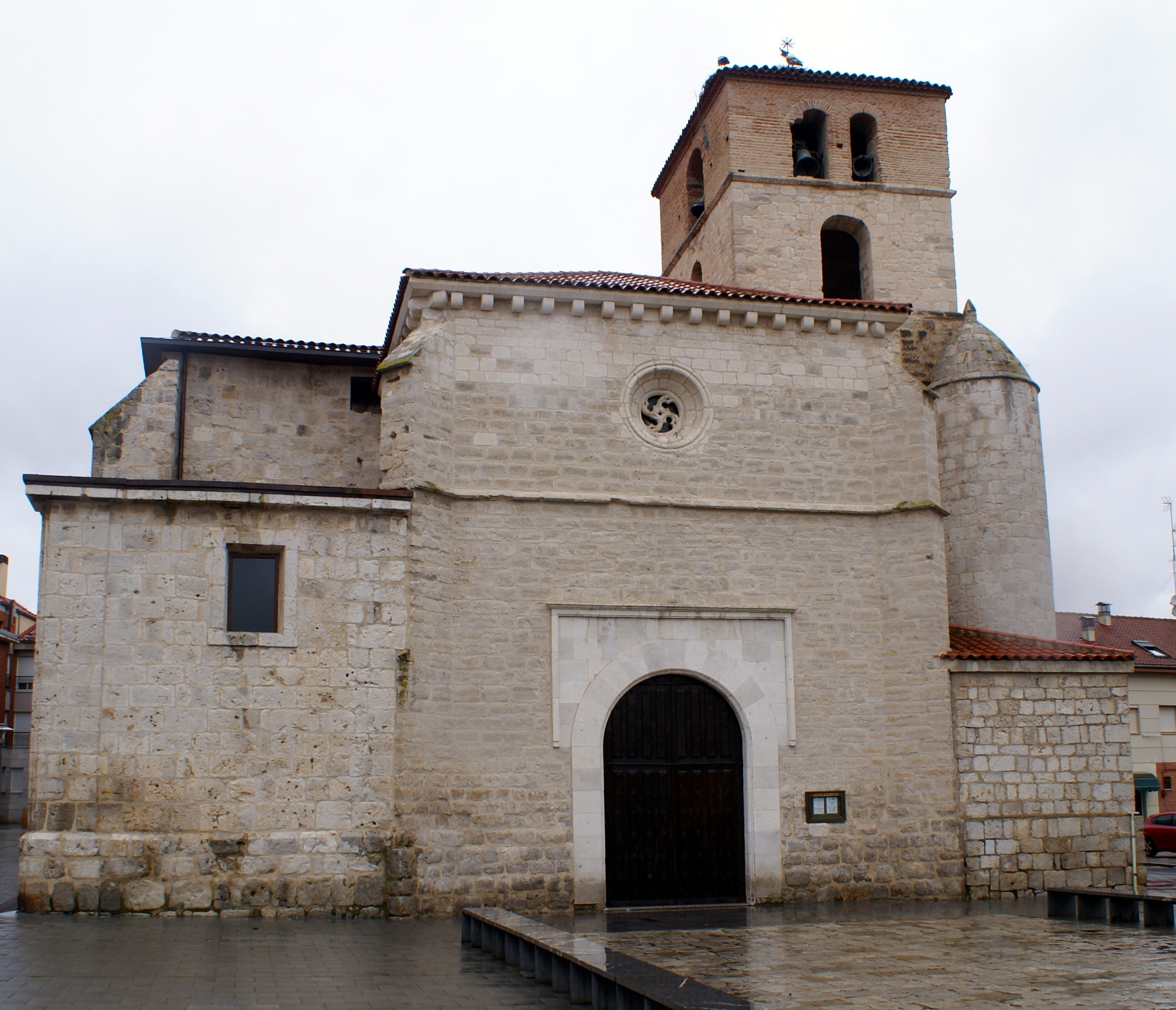
Iglesia de Nuestra Señora de la Asunción

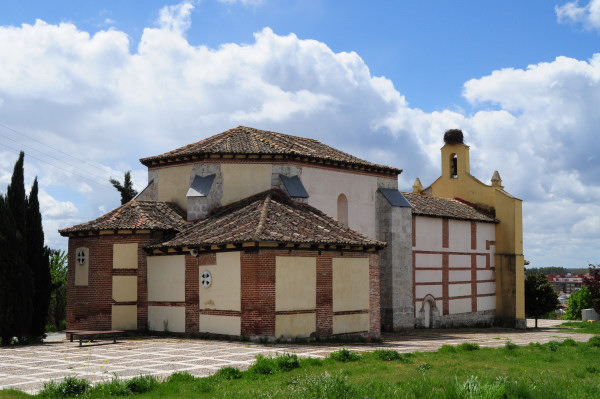
Ermita de Nuestra Señora del Villar

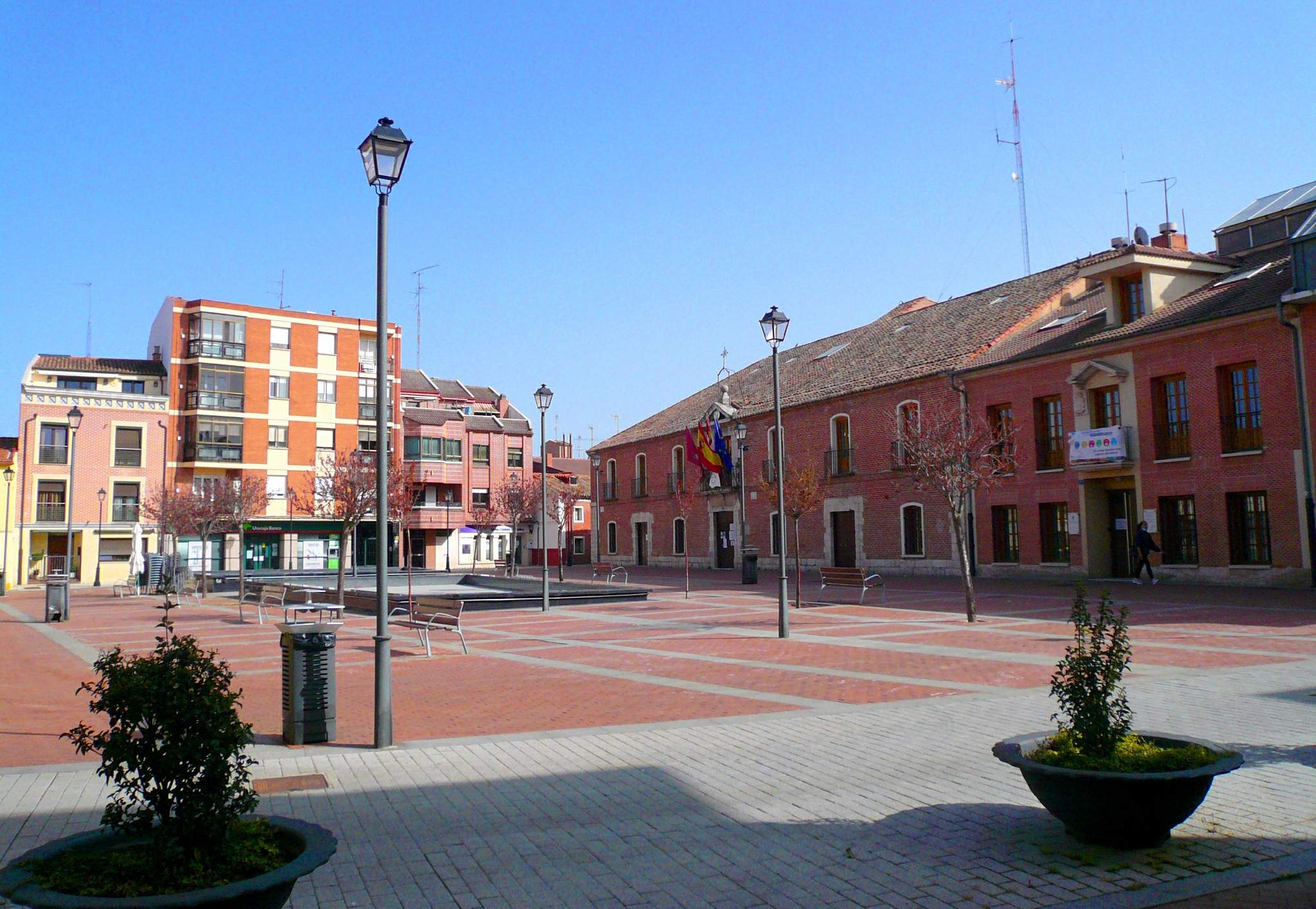
Plaza Mayor

La primera iglesia consta en los archivos de la catedral de Valladolid, que fue donada en el año 1135 por Ermengol VI de Urgel, conde de Urgel, que fue el nieto del conde Pedro Ansúrez. Posteriormente, en 1543, la iglesia es derribada por orden de Francisco de Mendoza. Posteriormente se construye una nueva iglesia sobre la anterior. La actual iglesia es un edificio de estilo gótico con tres naves de bóveda de crucería. La mayor parte de la iglesia está construida con piedra, posiblemente procedente de las canteras de Campaspero. La torre se alza a la altura del crucero, y en su parte posterior es de ladrillo. El suelo de la iglesia es de mármol blanco.

### Ermita de Nuestra Señora del Villar
Es la única de las ermitas que hubo en Laguna (Nuestra Señora del Camino, San Sebastián, San Miguel, San Juan, Humilladero de la Pasión y Humilladero de la Vera Cruz) que se conserva en la actualidad. Su origen se remonta al siglo XII. Está situada sobre un pequeño collado, a menos de un kilómetro, al este del casco urbano.
La parte más antigua del actual edificio, lo que hoy constituye la cabecera del templo, es de planta cuadrada rematada en testero semipoligonal de tres paños, con bóveda de crucería estrellada, que se edificó en la segunda mitad del siglo XVI. En la parte alta de los muros de la capilla mayor, se conservan unas pinturas con leyendas y hechos milagrosos atribuidos a Nuestra Señora.
Posteriormente en el siglo XVII, la ermita fue ampliada construyéndose una nave de planta rectangular, cubierta con bóveda de medio cañón. La portada es un arco de medio punto, protegida con un pórtico rectangular, formado por cuatro columnas que sostienen la techumbre de madera. La sacristía adosada al lado izquierdo de la capilla mayor y el camarín situado detrás del presbiterio, en el que se han depositado a lo largo de los años muchos exvotos, son las partes más modernas de la ermita y fueron construidos en el siglo XVIII.
El retablo es de estilo barroco, de un solo cuerpo, con cuatro columnas salomónicas, decorado con hojas de vid y racimos de uvas. En el centro está la hornacina con la imagen de Nuestra Señora del Villar, y en el ático la pintura de la Coronación de la Virgen.
La imagen titular es una pequeña escultura de madera policromada del siglo XIII. La Virgen sostiene al Niño sobre la rodilla izquierda, estando ambas imágenes en posición hierática. Sufrió varias mutilaciones al objeto de poderla cubrir con manto. En el año 1986, dadas las malas condiciones de conservación, se procedió a su restauración y consolidación, recuperando su estado original y poderla desvestir.
El día 8 de septiembre, Natividad de María, se celebra la fiesta de Nuestra Señora del Villar, con solemne misa, ofrenda de flores y la tradicional subasta para bajar a la Virgen de su trono, sacarla en procesión alrededor de la ermita, bailando las tradicionales jotas castellanas al son de la dulzaina, la gaita y el tambor, instrumentos musicales típicos de Castilla.

### Iglesia de San Pedro Regalado
La iglesia de San Pedro Regalado es un templo moderno, compuesto por una nave central y otras dos en los laterales. Dentro se halla un Cristo, que también desfila junto al Santo Cristo de los Trabajos y junto a Nuestro Padre Jesús Nazareno en la procesión del Jueves Santo (procesión del silencio).

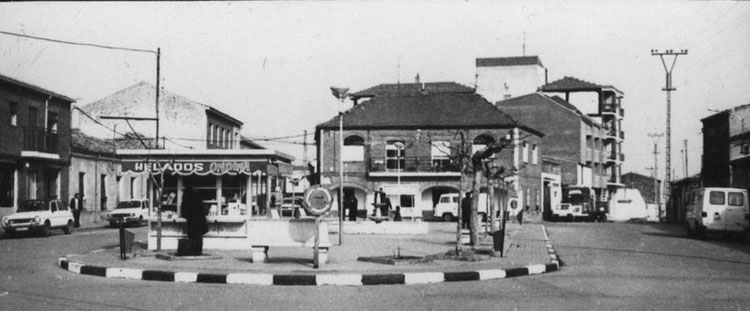
Plaza

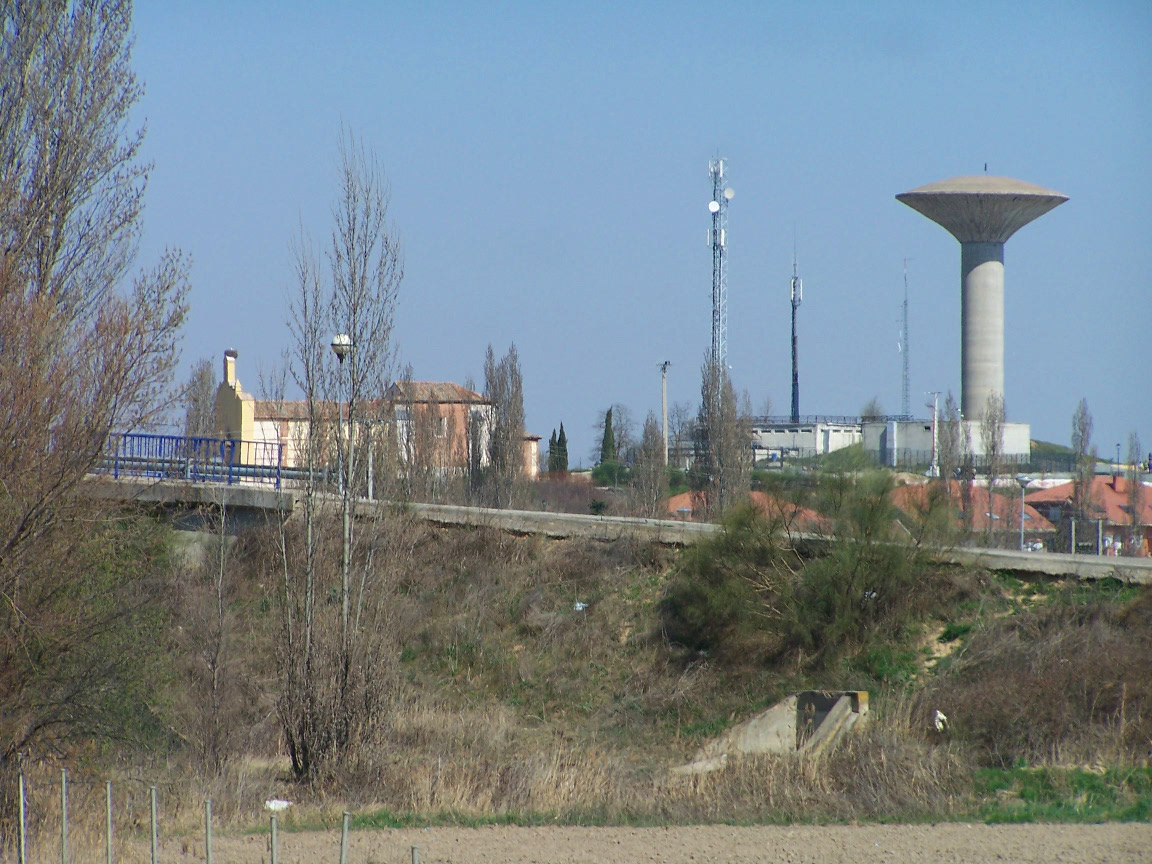
Ermita y nuevo depósito de aguas de Laguna de Duero

### Casa de la Cultura
Este edificio de primeros del siglo XX hace las funciones de biblioteca pública municipal desde que fue adquirido por el Ayuntamiento en 1986. Comúnmente denominado El Hotel, presenta una estructura de dos pisos edificados en un característico ladrillo rojizo rematado en su azotea con una balaustrada de piedra blanca.

### Escultura a la constitución

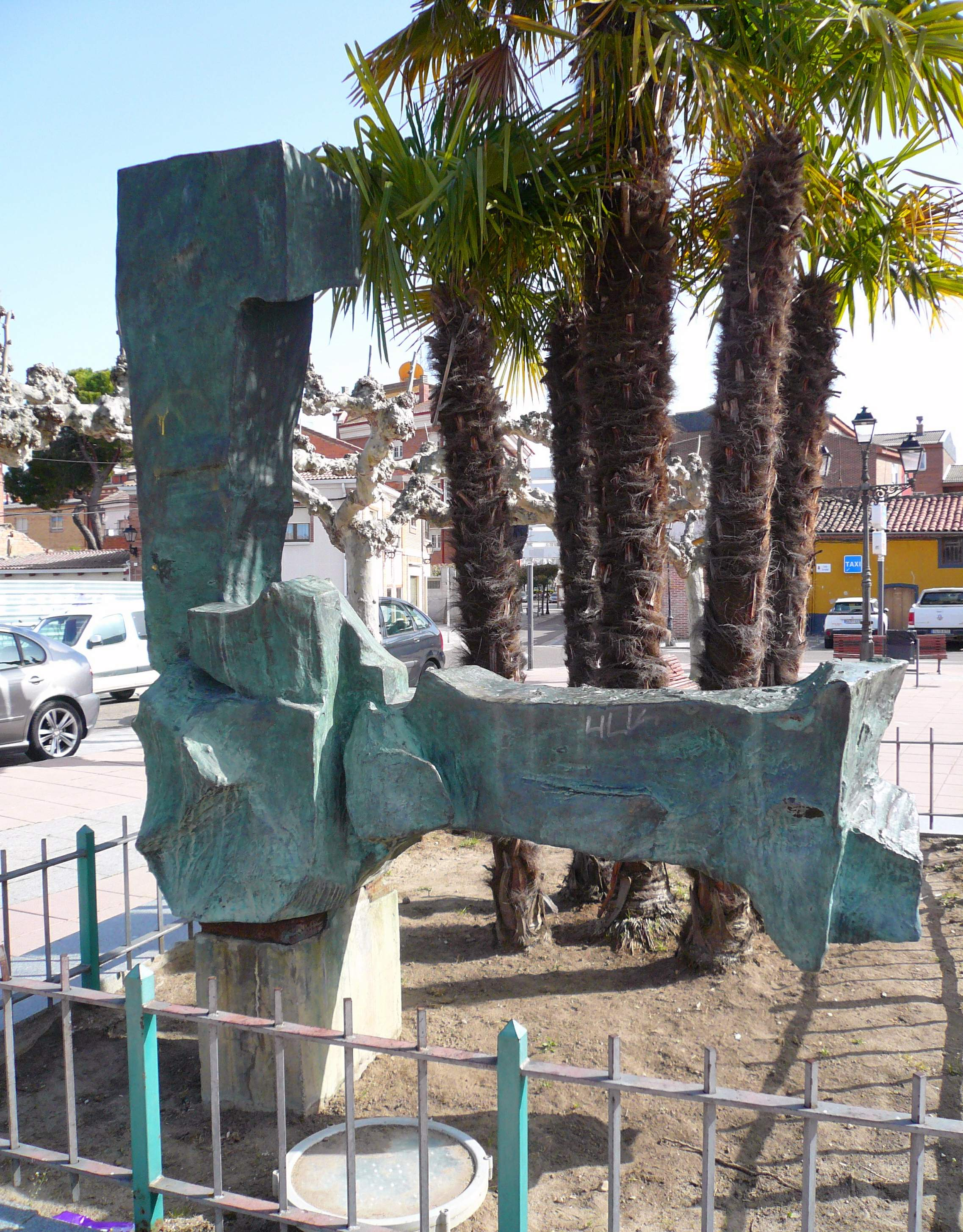
Monumento a la Constitución

Erigido en 1982 y situado en la plaza de su mismo nombre, es obra del escultor José Noja, su nombre “Dos manos entrelazadas”.

## Cultura

### Fiestas
Algunas de las fiestas más destacadas de Laguna de Duero son la de Las Águedas, San Pedro Regalado, el día de la Vieja y las fiestas patronales.
El día de Las Águedas se celebra el día 5 de febrero con motivo de la festividad de Santa Águeda.
El día de San Pedro Regalado se celebra el 13 de mayo, siendo representativo el encierro taurino que se celebra con motivo de la festividad.
El día de La Vieja se celebra en Laguna de Duero de forma casi exclusiva en toda la provincia
La celebración de este día viene desarrollándose en Laguna de Duero desde tiempo inmemorial. Es un tradición muy arraigada entre los vecinos, aunque nadie sabe con certeza cual es su origen, ya que son muchas las versiones que existen sobre el origen de la celebración, la más verosímil podría ser la que señala que la celebración llega hasta nosotros de los antiguos arrieros que hacían la ruta desde la capital del Reino hasta las tierras del norte y que con toda seguridad pernoctaban con el ganado en el pago conocido como Prado Boyal.
Se celebra esta festividad coincidiendo con la mitad de la Cuaresma.
La “Vieja” era representada por la figura de una vieja hecha de cartón o madera y que tenía siete piernas que se iban serrando, una por cada semana que pasaba (y así se recoge en el libro El Carnaval de Julio Caro Baroja) Las siete semanas, con su ayunos y abstinencias, se debían hacer demasiado largas, así que a mitad de ellas se tomaban una tregua celebrando una fiesta. Estos ganaderos celebraban el Día de la Vieja en Laguna de Duero cuando descansaban en el paraje de Prado Boyal, y es de suponer que los habitantes de municipio acabaron por hacer suya esta tradición. Coincide el miércoles en la mitad de la Cuaresma.
Tradicionalmente los niños no tenían colegio y se iban de casa en casa con una cesta en la mano a “pedir la vieja”, esta costumbre tenía como objetivo para los escolares juntar las viandas necesarias para ir por la tarde a merendar a los pinares de los Valles o de la Guarnicionera. En esos tiempos las aportaciones más apreciadas eran las patatas, huevos y chorizo, para hacer la típica tortilla de chorizo.
Las fiestas patronales se celebran del 7 al 11 de septiembre y están dedicadas a la Virgen del Villar. Comienzan con la lectura del pregón, y de ahí todos los peñistas (hay alrededor de 200 peñas) se dirigen a la ermita para hacer la ofrenda floral a la Virgen. La Fiesta Grande es el 8 de septiembre, festividad de la Patrona. Estas fiestas destacan por la gran afluencia de personas provenientes de Valladolid y de pueblos cercanos a la localidad, existiendo numerosos encierros de toros a lo largo de las fiestas, así como corridas de toros y concurso de cortes, entre otras festividades taurinas celebradas en la plaza de toros.

### Deporte

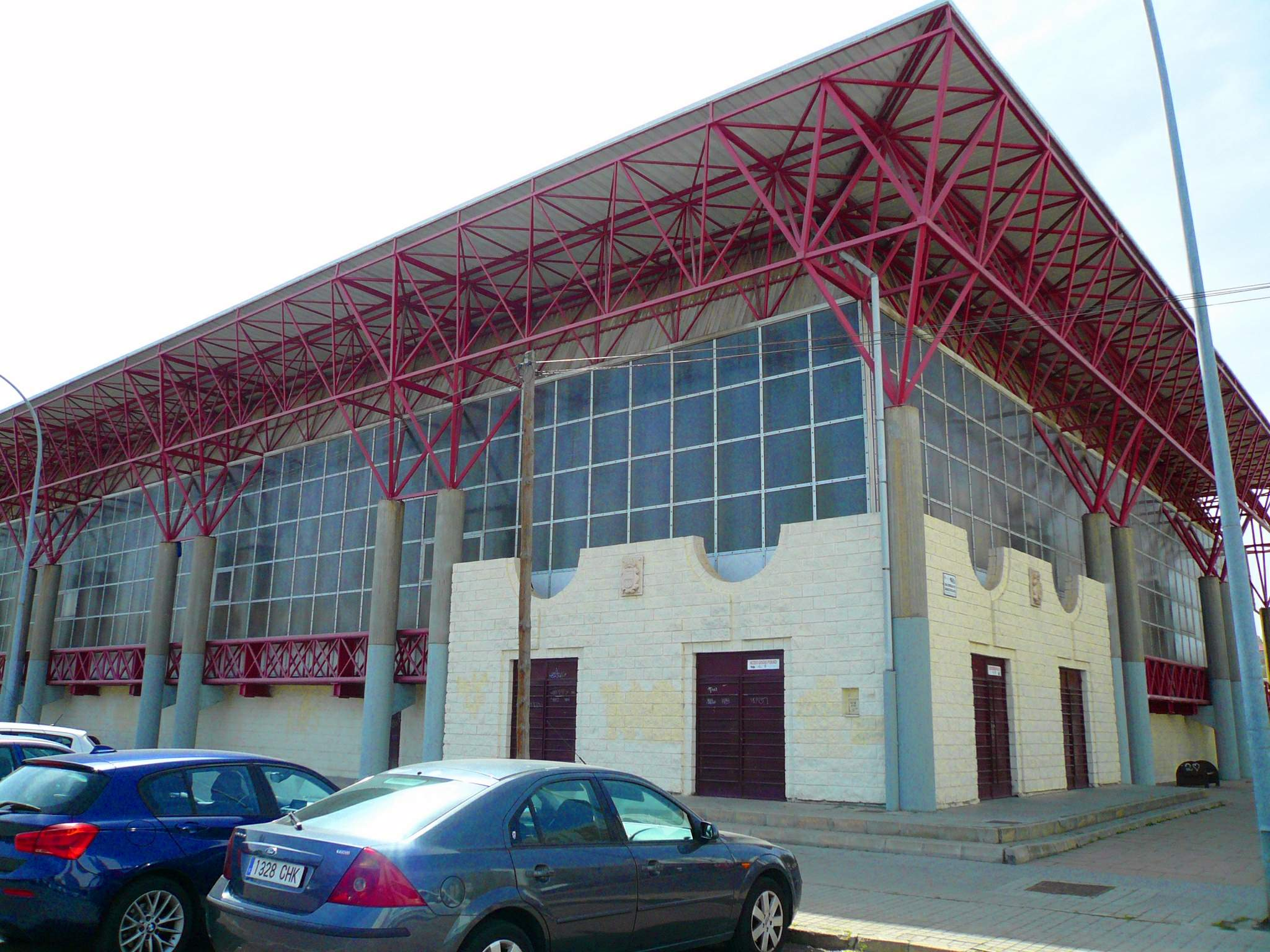
Polideportivo municipal

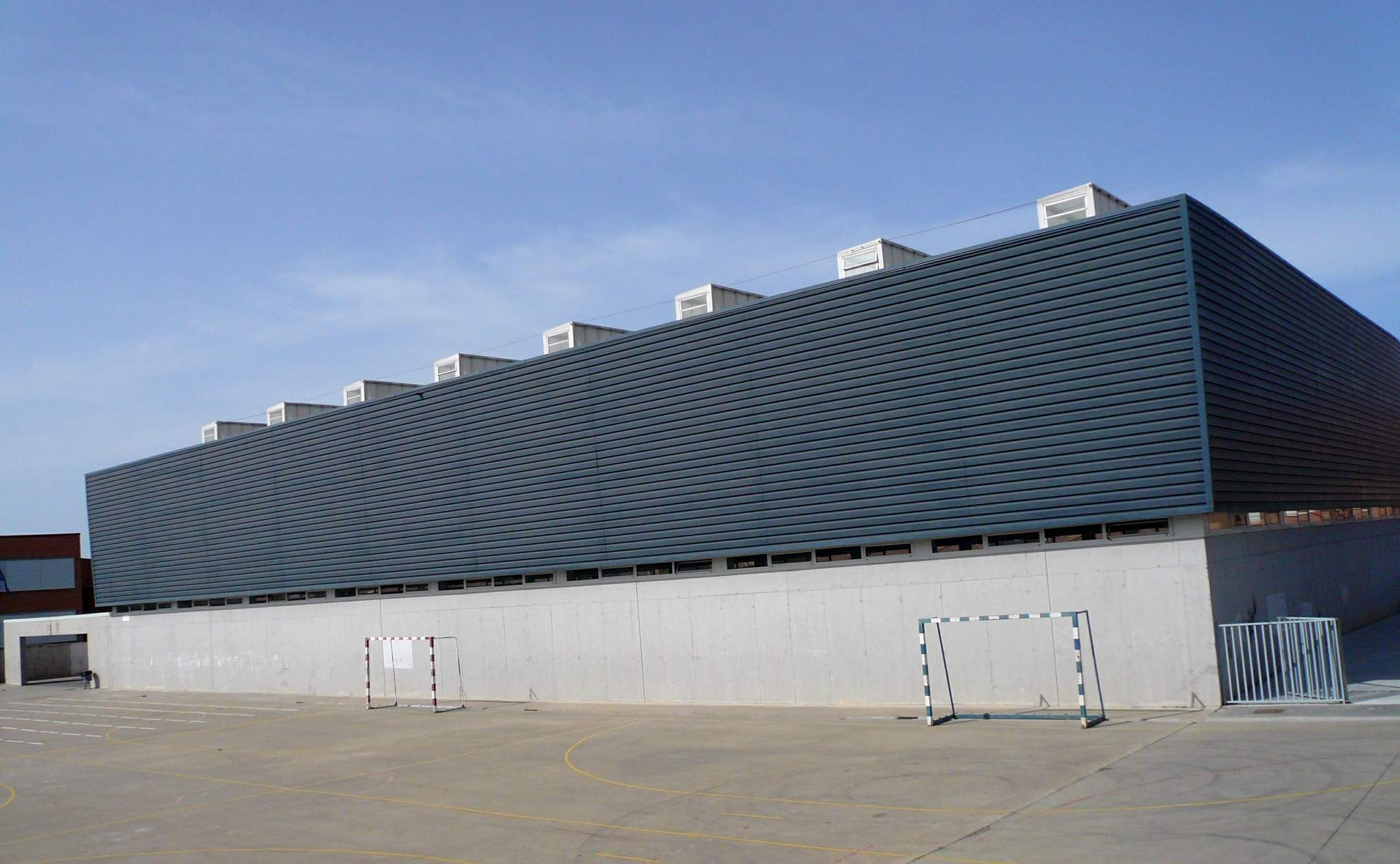
Polideportivo La Nava

El equipo deportivo más representativo de Laguna de Duero es su equipo de balonmano, el Club Deportivo Laguna, ganándolo todo en Castilla y León en 2025 provincia de Valladolid, destacando sus títulos de tercera división y del Trofeo Diputación de Valladolid. Juega sus partidos en el estadio La Laguna, con capacidad para 3500 espectadores.
El Club de Pelota de Laguna de Duero, en frontenis y pelota mano, ha conseguido varios títulos regionales y nacionales, y los miembros sub-17 de la selección de frontenis olímpico masculino que consiguieron la medalla de oro en el campeonato nacional de España son de Laguna de Duero.
También destaca su escuela de fútbol sala: el CD Laguna FS V.V. con una cantera compuesta de equipos benjamines, alevines, infantiles y cadetes además de un equipo sénior en categoría provincial y otro equipo sénior en Nacional B. Estos equipos juegan sus partidos en los dos polideportivos de Laguna de Duero: polideportivo municipal, con capacidad para más de 400 personas, y el polideportivo La Nava.
También destaca su club de balonmano, el Balonmano Laguna.
También es destacable el club de Judo Finisterre, con deportistas de altísimo nivel como Alberto Gaitero, 4 veces campeón de España, quinto en el campeonato de Europa 2013 y tercero en los juegos Olímpicos Europeos de la Juventud (Festival Olímpico de la Juventud Europea).

### Semana Santa
Cabe destacar la Semana Santa lagunera, ya que es una de las más importantes de la provincia. En ella se realizan cinco procesiones.
Procesiones:
Viernes de Dolores: Procesión del Viacrucis. Comienzo: 20:45 en la iglesia de Nuestra señora de la Asunción. Pasos: Santo Cristo de los Trabajos, Virgen de los dolores. Acompaña la cofradía de las siete palabras.
Domingo de Ramos: Procesión de las palmas. Comienzo: 11:00 en la iglesia de Nuestra señora de la Asunción. Paso: es real. Acompañan todas las cofradías laguneras.
Procesión del Santo Cristo de los Trabajos. Comienzo: 17:00 en la iglesia anterior. Paso: Santo Cristo De Los Trabajos. Acompaña la cofradía de las siete palabras. El cristo puede ser llevado a hombros por todo aquel que quiera hacerlo.
Jueves Santo: Procesión del Silencio. Comienzo 24:00 en la iglesia de San Pedro Regalado. Pasos: Nuestro Padre Jesús Nazareno, Virgen de los dolores, Virgen de la piedad. Acompaña la cofradía de Nuestro Padre Jesús Nazareno.
Domingo de Resurrección: Procesión del Encuentro: Comienzo 12:00 en la iglesia de la Asunción. Pasos: Jesús Resucitado y Virgen de la Alegría. Las imágenes son portadas a hombros por miembros de la cofradía de Jesús Resucitado. Acompañan el resto de cofradías.

#### Cofradías
- Cofradía de las Siete Palabras. Sede: iglesia de Santiago Apóstol (Valladolid). Iglesia de Nuestra Señora de la Asunción
- Cofradía de Nuestro Padre Jesús Nazareno. Sede: iglesia de Nuestra Señora de la Asunción
- Cofradía de Jesús Resucitado. Sede: iglesia de Nuestra Señora de la Asunción

#### Pasos
- Santo Cristo de los Trabajos
- Nuestro Padre Jesús Resucitado
- Nuestro Padre Jesús Nazareno
- La Virgen de la Piedad
- La Virgen de la Alegría